# Aincourt
 Aincourt  és una població i comuna francesa del departament de Val-d'Oise, a la regió d'Illa de França.
Forma part del cantó de Vauréal, del districte de Pontoise i de la Comunitat de comunes Vexin-Val de Seine.

## Història
Durant la Segona Guerra Mundial es va instal·lar en la comuna, ocupant els edificis de l'antic sanatori d'Aincourt, un camp d'internament nazi de presos polítics.

## Demografia
| Evolució de la població |      |      |      |      |      |      |      |      |
| 1793                    | 1800 | 1806 | 1821 | 1831 | 1836 | 1841 | 1846 | 1851 |
| 380                     | 376  | 376  | 330  | 336  | 368  | 362  | 379  | 367  |

| 1856 | 1861 | 1866 | 1872 | 1876 | 1881 | 1886 | 1891 | 1896 |
| ---- | ---- | ---- | ---- | ---- | ---- | ---- | ---- | ---- |
| 383  | 390  | 418  | 413  | 425  | 391  | 381  | 404  | 409  |

| 1901 | 1906 | 1911 | 1921 | 1926 | 1931 | 1936 | 1946 | 1954 |
| ---- | ---- | ---- | ---- | ---- | ---- | ---- | ---- | ---- |
| 404  | 323  | 292  | 230  | 246  | 320  | 765  | 357  | 1016 |

| 1962 | 1968 | 1975 | 1982 | 1990 | 1999 | 2006 | 2011 | 2016 |
| ---- | ---- | ---- | ---- | ---- | ---- | ---- | ---- | ---- |
| 567  | 595  | 530  | 709  | 622  | 657  | -    | -    | -    |

| 2019 | - | - | - | - | - | - | - | - |
| ---- | - | - | - | - | - | - | - | - |
| -    | - | - | - | - | - | - | - | - |